# Trichloris
Genre
Synonymes
- Chloropsis Kuntze[2]
- Leptochloris Munro ex Kuntze[2]

Trichloris est un genre de plantes monocotylédones de la famille des Poaceae, sous-famille des Chloridoideae, originaire d'Amérique, qui comprend deux espèces acceptées. Certains auteurs incluent ce genre dans le genre voisin Leptochloa.
Ce sont des plantes herbacées vivaces, parfois stolonifères, aux tiges dressées pouvant atteindre 150 cm de long. Les inflorescences sont  composées de racèmes.

## Liste d'espèces
Selon The Plant List (25 mai 2018) :
- Trichloris crinita (Lag.) Parodi
- Trichloris pluriflora E.Fourn.